# Musée d'astronomie Herschel
Le musée d'astronomie Herschel (en anglais : Herschel Museum of Astronomy) est un musée de Bath au Royaume-Uni inauguré en 1981. Il est situé dans une maison préservée où ont habité William Herschel et Caroline Herschel.

## Maison

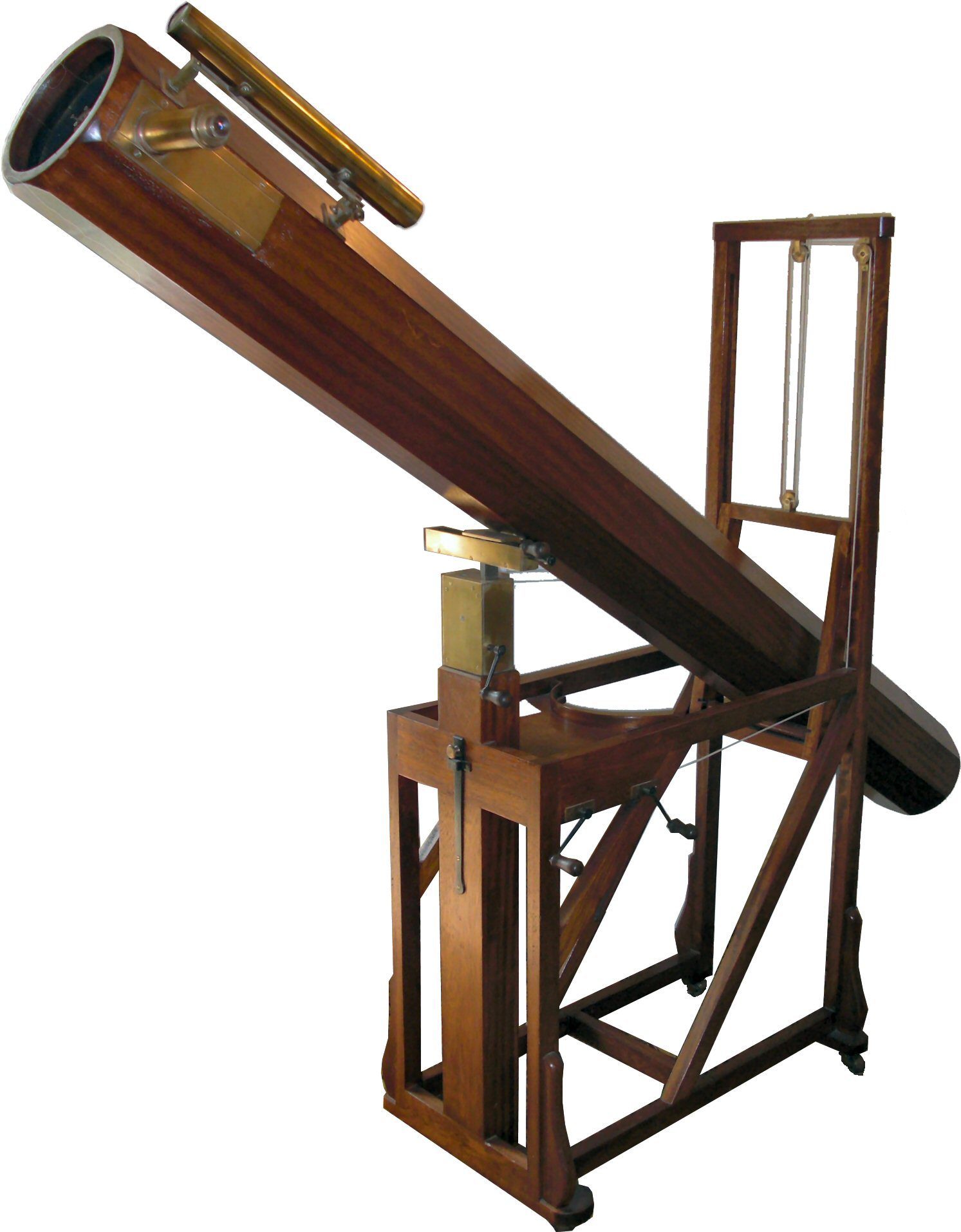
Réplique d'un télescope semblable à celui qui a permis à William Herschel de découvrir Uranus.

Le musée est situé dans l’ancienne maison de William Herschel et Caroline Herschel au 19 New King Street (south side) à Bath en Angleterre. La construction est une petite town house (en) du XVIIIe siècle particulièrement bien conservée. La modeste town-house s'étale sur cinq niveaux et comporte deux salles de réception au rez-de-chaussée. La town house fait partie d'une terrace, rangée de maison mitoyenne, construite en 1764-1770. La construction est faite en Pierre de Bath une pierre de taille locale avec des pierres concassées à l'arrière. Le toit est mansardé et couvert d'ardoise et de pannes flamande sur la partie sur cour du toit. Cette maison est typique des town houses des artisans et des commerçants de Bath.
Les Herschel emménagent au 19 New King Street en 1777 alors que les constructeurs sont encore présents et la rue est déjà pavée. William découvre la planète Uranus alors qu'il habite la maison en mars 1781 avec un télescope conçu et construit dans son atelier. William quitte Bath en 1782, mais Caroline reste dans la maison jusqu'en 1784.
La maison est un monument classé grade II* par English Heritage. L'immeuble a été rénové en 1981 et en 2000 à l'aide de papiers peints reconstitués à partir de fragments découverts dans d'autres maisons de Bath ainsi que de tapis de style XVIIIe siècle.

## Musée

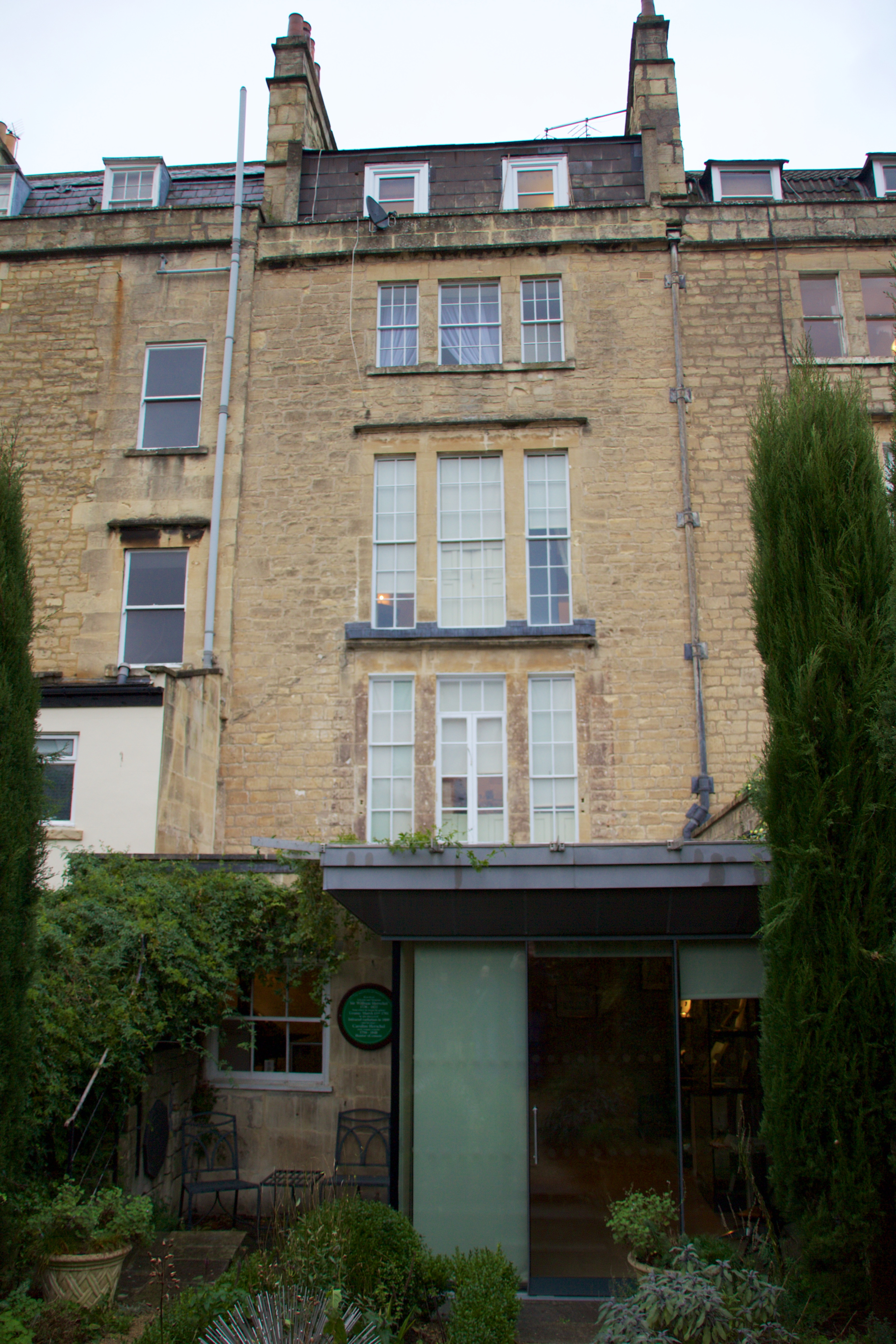
L'arrière du bâtiment.

En 1977 la William Herschel Society commence à réunir des fonds pour la sauvegarde de la maison. Elle est achetée en 1981 par les docteurs Leslie et Elizabeth Hilliard, la sauvant ainsi de la démolition. Puis, elle est donnée à la Herschel House Trust. Le musée est ouvert le 13 mars 1981, exactement 200 ans après la découverte d'Uranus par William Herschel. Le musée est géré par la Herschel House Trust,. Les mécènes du musée  sont Patrick Moore jusqu'en 2012 et Brian May depuis décembre 2013.
Le musée propose des audioguides. Une visite virtuelle est disponible pour les personnes à mobilité réduite. Un livre à images tactiles est mis à la disposition des aveugles et malvoyants. Un parking pour handicapés est situé à l'extérieur du musée. Des répliques d'objets présents dans le musée notamment la polisseuse d'Herschel sont conçus pour être manipulées par le public. Le musée utilise des codes carrés pour fournir la traduction des notices en dix langues. Des programmes illustrés sont disponibles à la boutique. Le musée permet des visites scolaires et ateliers éducatifs.

## Pièces de la maison et contenus

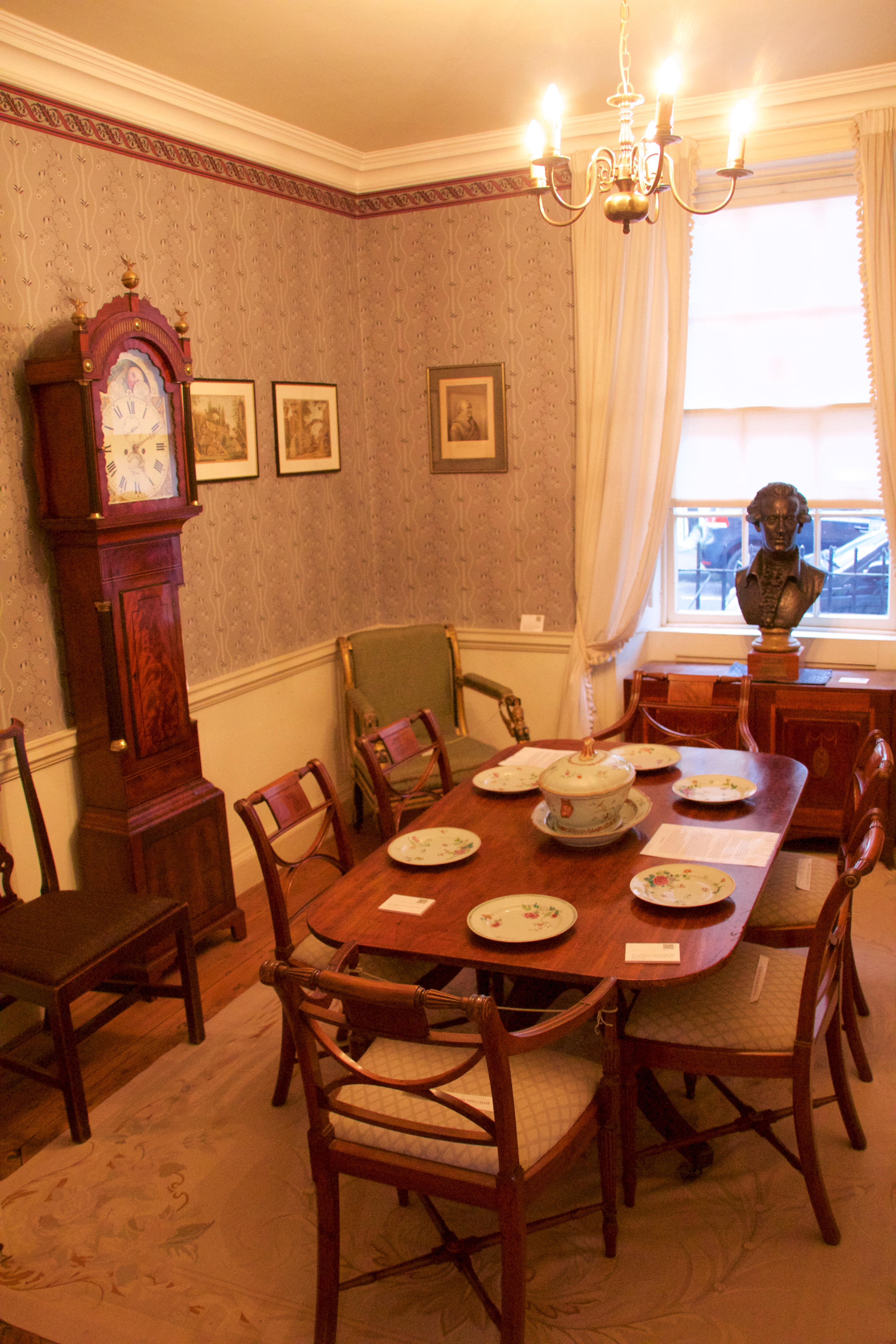
La salle à manger

Le sous-sol comprend une cuisine, une pièce de réception et un atelier. Au rez-de-chaussée, il y a un hall d'entrée avec un escalier, une salle à manger et une grande pièce exposée au sud à l'arrière de la maison. Des pièces similaires face au sud existent à chaque étage de la maison. La salle à manger est équipé de la table ayant appartenu à William Herschel. Au premier étage, il y a la salle de musique et la pièce au sud et le salon de dessin. Les étages supérieurs étaient composés de chambres à coucher et des pièces de service qui ont été convertis par la suite en appartements.

### Cuisine

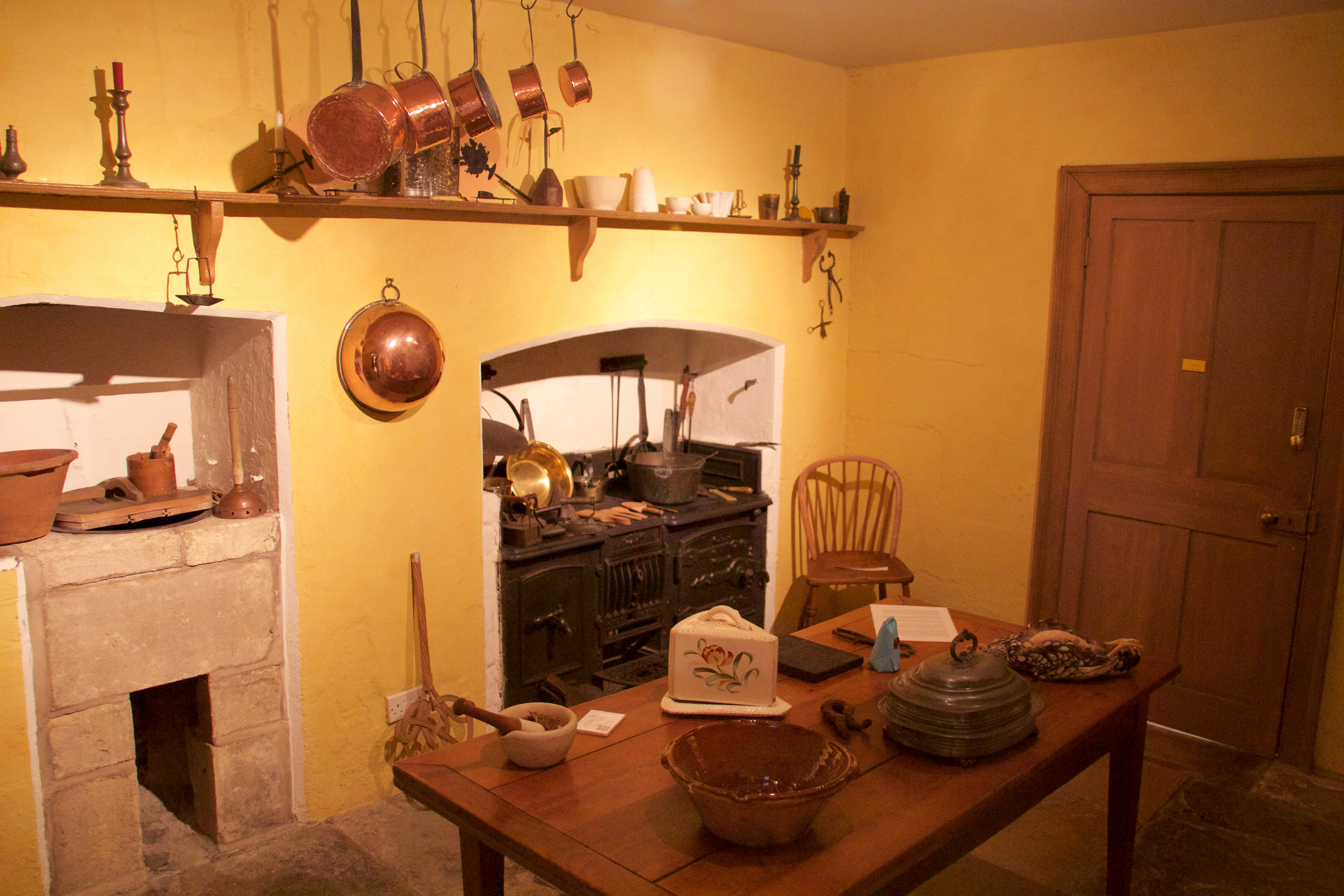
La cuisine

La cuisine contient une cuisinière en acier de style victorien et un carrelage en pierres. Le musée présente une réplique d'une cuisine de style géorgien entièrement équipée.

### Atelier

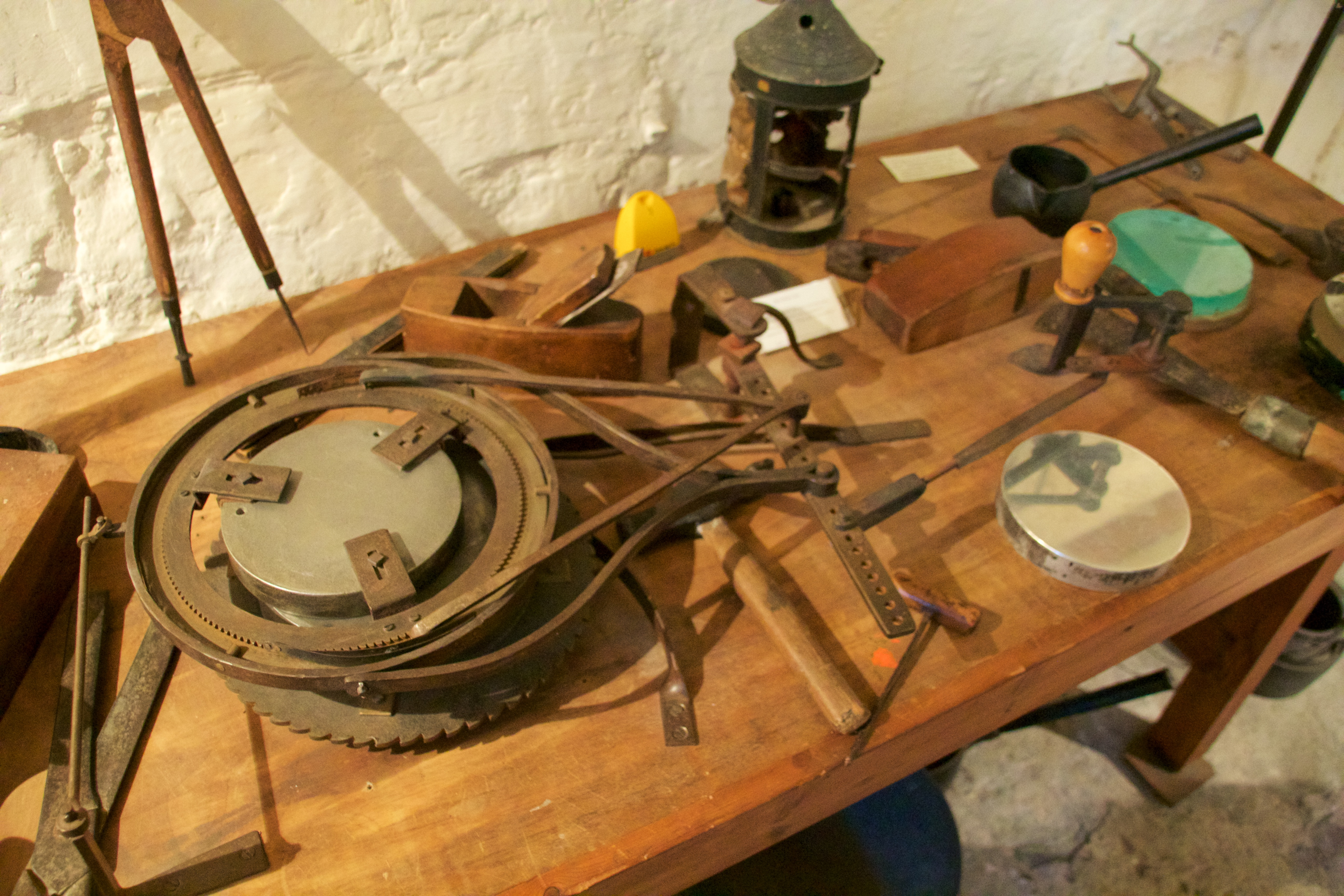
Réplique du polisseur de miroir d'Herschel dans son atelier.

William Herschel construit un atelier sur un niveau unique à l'arrière du sous-sol en prenant sur le jardin. Il utilise cet atelier pour mener des expériences et fabriquer ses lentilles. Le tour à pédalier y est exposé. L'atelier, contigu à la cuisine, est l'endroit où Alexander et William Herschel fabriquaient leurs télescope. Une réplique d'un four est présente ainsi que la réplique de la polisseuse de miroir dont l'original est au Science Museum de Londres.

### Galerie Caroline Lucretia
La galerie Caroline Lucretia, nommée d'après le nom de naissance de Caroline Herschel, a été ajoutée au musée en 2011. Cette galerie a été créée par Hetreed Ross Architects (en). Elle a couté 80 000 livres, récoltées après une collecte de fonds qui a duré deux ans. Elle a reçu un prix pour la construction et le design du Bath and North East Somerset Building Control Department.
La galerie augmente la surface du musée et sert aux expositions temporaires. D'avril à décembre 2014 une exposition sur Caroline Herschel, intitulée "Being Caroline  - A Second Self" y a été tenue.

### Auditorium
L'Star Vault Astronomy auditorium est ouvert depuis 2003. Un court-métrage est diffusé, il porte sur les Herschel, leur vie dans la maison du 19 New King Street et l'exploration spatiale moderne racontée par l'astronome Patrick Moore,.

### Jardin

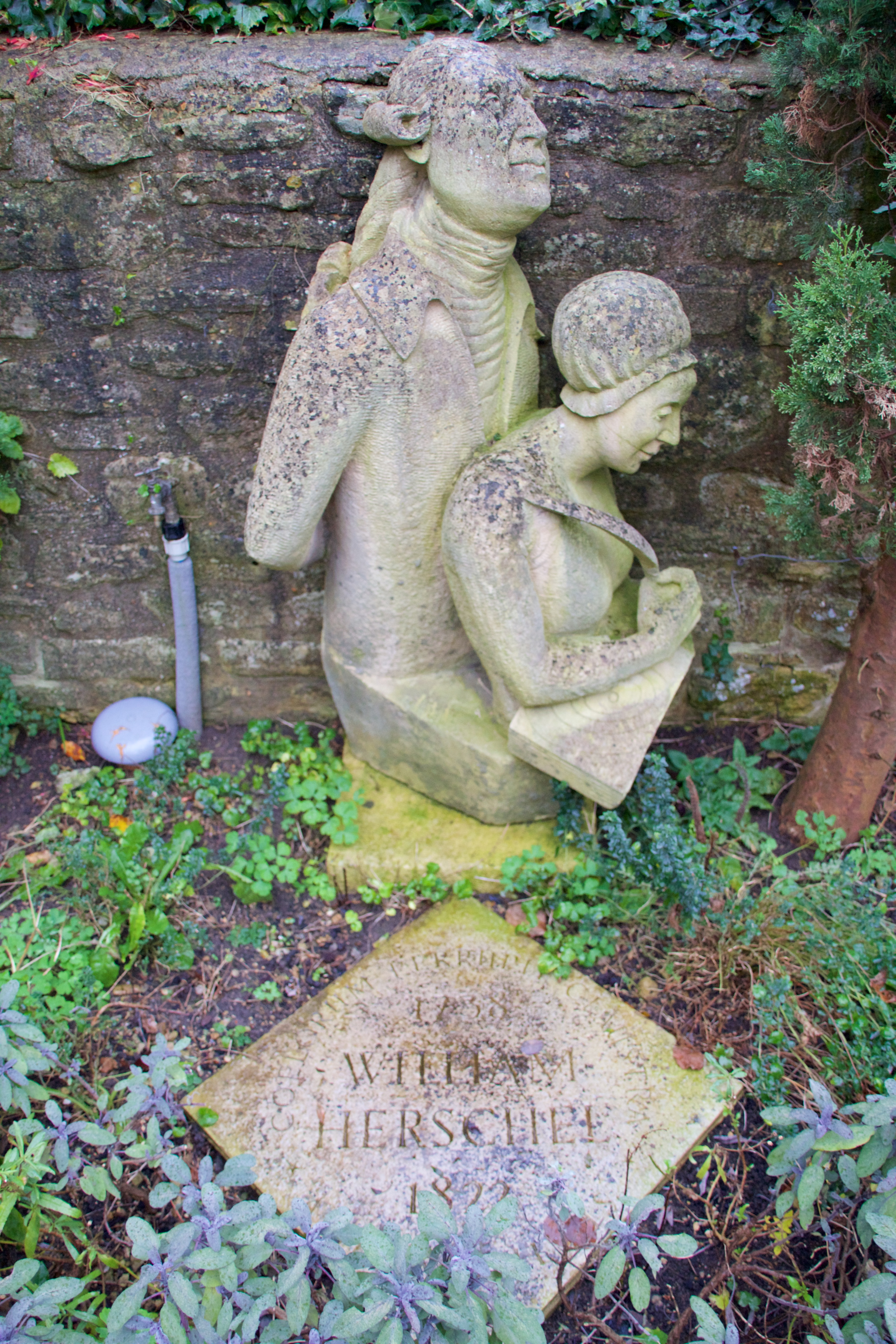
La statue de William et Caroline Herschel dans le jardin.

Le jardin a été restauré dans le style des jardins urbains de style géorgien avec des cyprès une pergola en cognassier.
Une boule de 1,25 m de diamètre, le Seed head (une boule de graine), conçue par Ruth Moilliet (en) représente la position d'Uranus dans le Spaced Out, un modèle du Système solaire répartie dans le Royaume-Uni. Dans ce modèle le Soleil est placé à l'Observatoire de Jodrell Bank,,.
Une sculpture de William et Caroline, nommée Star Gazers par Vivien Moudell (en), est placée contre le mur du jardin près de l'entrée de l'atelier. Faite en pierres de Bath et en ardoise, elle a été inaugurée en 1988 par Patrick Moore et Rod Davies (en). Elle figure William derrière Caroline regardant une feuille de papier sur laquelle apparait en son centre Uranus et le Système solaire autour. Une ardoise octogonal gravée placée au-dessus de leurs têtes montrent des orbites planétaires,,.
Le jardin contient aussi un cadran solaire où William a pu placer son télescope.

### Salon de musique
Le salon de musique servait à William Herschel à donner des leçons de musique. Il contient une harpe à pédales à simple mouvement, commandé par Mademoiselle Henriette Peyrot-Magenest (en) en 1795, fabriquée par George Cousineau (en) et son fils Jacques-Georges Cousineau. Cette harpe a été acquise par le musée en 2012. Elle est courbée et décorée dans le style rococo avec des feuilles, des fleurs et des guirlandes. La caisse de résonance est décorée avec des arabesques classiques.
Le salon de musique contient une sculpture moderne de planétaire, créé en 2009 qui est inspiré par le planétaire du XVIIIe siècle Century Brass Drum exposé au musée.

### Collections

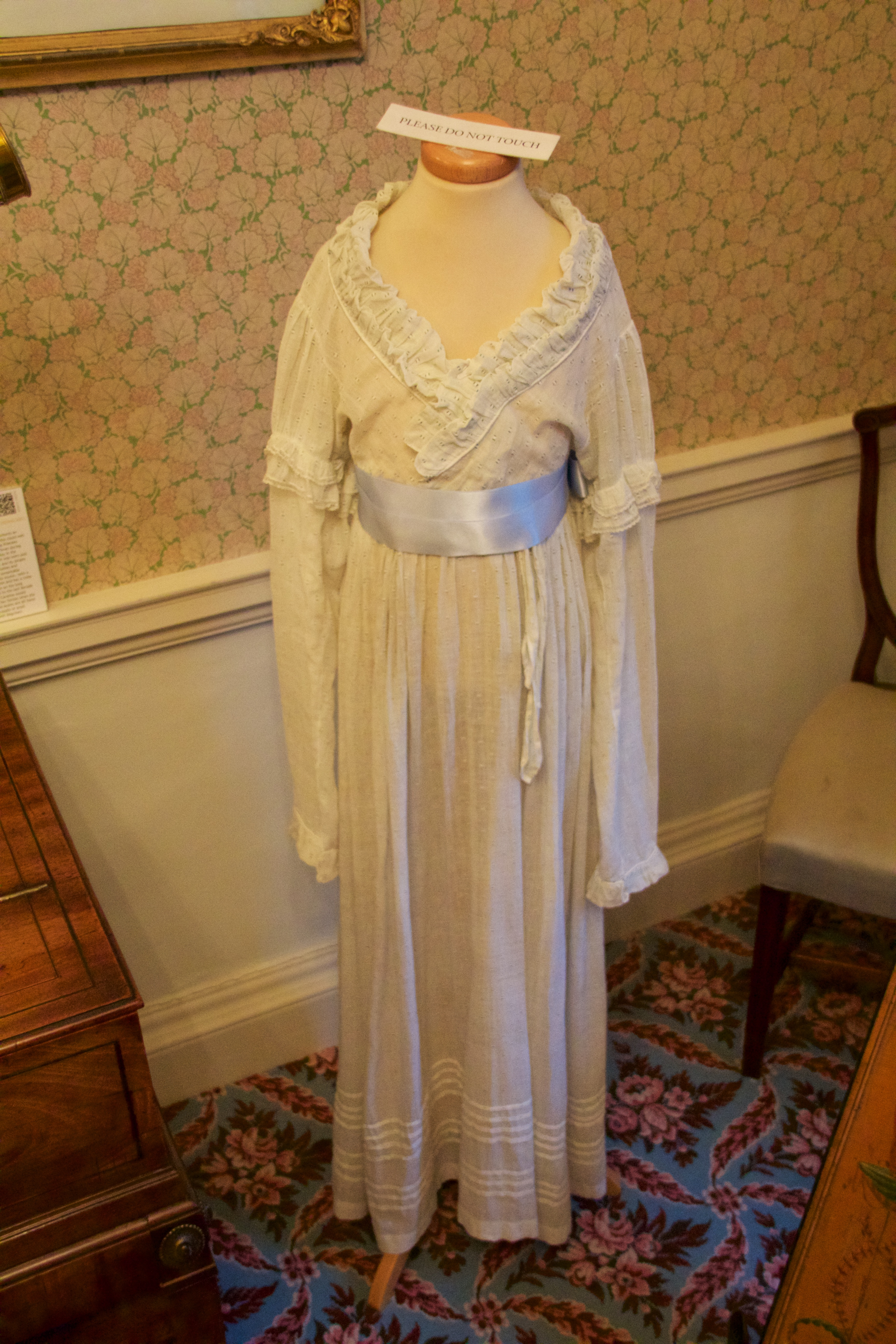
Une robe de Caroline exposée dans le musée.

Le musée possède une petite robe portée par Caroline quand elle avait environ cinquante ans. Elle est faite en mousseline blanche à pois bleue et remonte à la fin des années 1700. Le musée a aussi un cadran solaire de Thomas Butterfield (en) datée aux environs de 1690 ; une sphère armillaire copernicienne de George Delamarse (en) ; un cométarium montrant le mouvement d'une comète autour du Soleil, un prêt du Science Museum ; et des tableaux de Elizabeth Baldwin (en) par Robert Muller (en) et John Herschel.